# Prohorius
Prohorius war der erste Bischof von Krakau im 10. Jahrhundert.
Er wurde in zwei Annalen als erster Bischof von Krakau erwähnt. Zeit und Umstände seiner Amtszeit sind umstritten. 
Nach Piotr Biliński amtierte er von 969 bis 986, nach den Monumenta Poloniae historica erst ab 970. Nach dieser Datierung bestand das Bistum Krakau bereits einige Jahre, bevor das römisch-katholische Bistum Prag 973 durch eine Übereinkunft zwischen Boleslav II. und Kaiser Otto I. sowie dem Regensburger Bischof Wolfgang gegründet wurde. Da Kleinpolen mit Krakau damals seit der Mitte des 10. Jahrhunderts zu Böhmen gehörte, unterstand Prohorius dann dem im Januar 976 geweihten Thietmar von Prag, der am 2. Januar 982 verstarb und dessen Nachfolger Adalbert von Prag wurde.
Nach Józef Widajewicz waren sowohl Prohorius wie auch Proculphus griechische Mitarbeiter des Slawenapostels Method von Saloniki. Nach dieser Datierung wäre die Amtszeit von Prohorius ab der orthodoxen Taufe der Wislanen und ihres Fürsten in den Jahren 875 bis 880 anzusetzen. Ein Taufbecken aus dieser Zeit wurde in Wiślica, einer weiteren Wislanenresidenz neben Krakau, archäologisch nachgewiesen.    
Nachfolger von Prohorius wurde laut den Annalen des Domkapitels Krakau von 1267 Proculphus, nach Piotr Biliński im Jahre 986, nach Józef Widajewicz im frühen 10. Jahrhundert.